# Holtum (Werl)

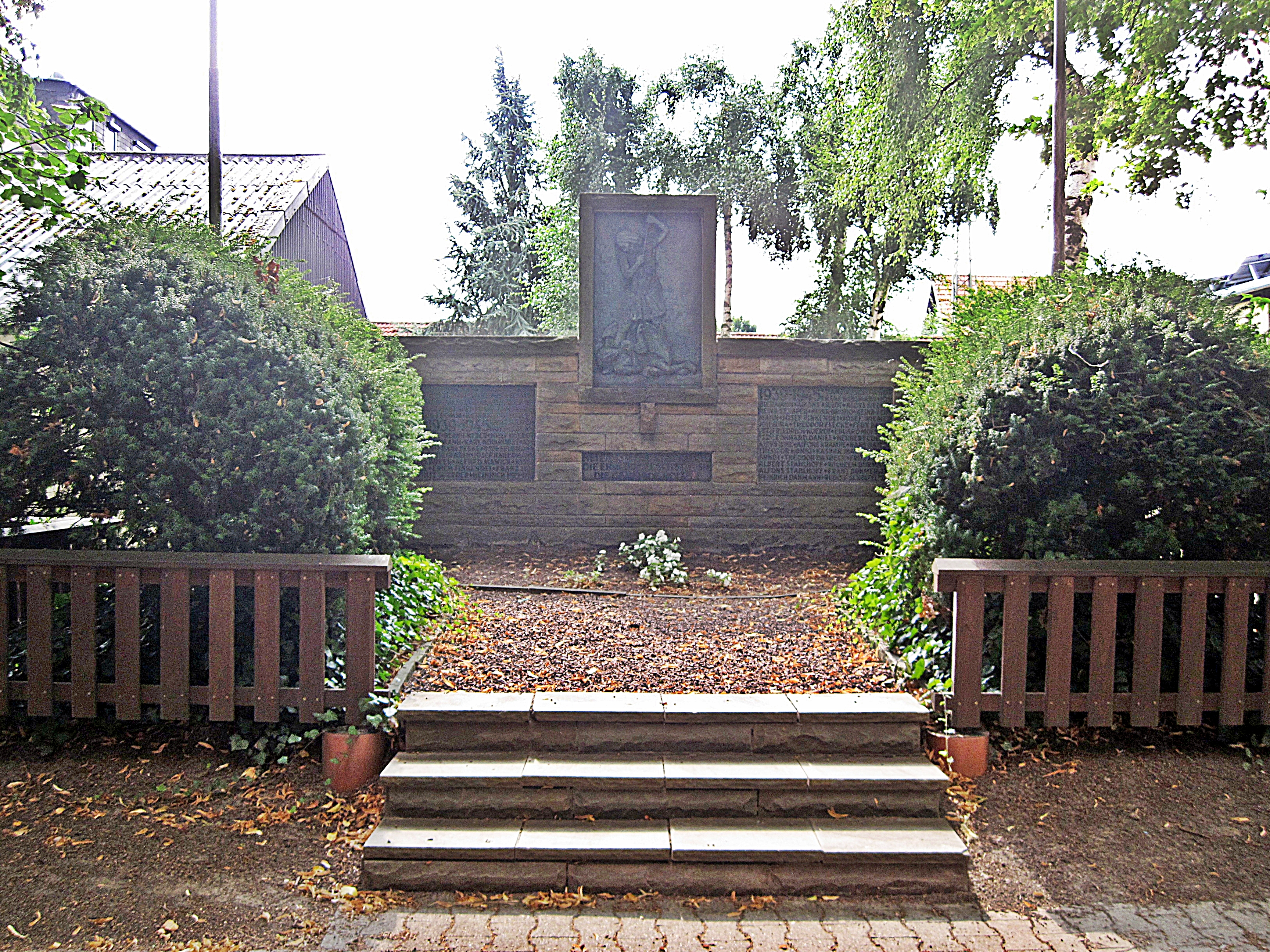
Kriegerdenkmal an der Agatha-Kirche

Holtum ist ein Ortsteil der Stadt Werl im Kreis Soest im Regierungsbezirk Arnsberg in Nordrhein-Westfalen.
Der Ortsteil mit seinen 1084 Einwohnern (Stand: 2018) liegt direkt an der B 1 und ist das westlichste Dorf im Kreis Soest.
Holtum hat eine Gesamtfläche von 5,35 km². Den Dorfmittelpunkt bilden die St. Agatha-Kirche, die Schützenhalle, das Feuerwehrhaus und eine Gaststätte.

## Geschichte
Um 890 wurde das Dorf erstmals urkundlich als „Holthem“ erwähnt. Im Mittelalter befand sich hier die Hinrichtungsstätte Galgenplatz am Birkenbaum, an den die heutige Henkerstraße erinnert.
Am 1. Juli 1969 wurde die bis dahin selbständige Gemeinde Holtum durch das Soest/Beckum-Gesetz in die Stadt Werl eingemeindet.

### Einwohnerentwicklung
| Jahr | Einwohner |
| ---- | --------- |
| 1910 | 0519      |
| 1933 | 0537      |
| 1939 | 0462      |
| 1961 | 0501      |
| 1969 | 0486      |
| 2001 | 1027      |
| 2002 | 1064      |
| 2003 | 1072      |
| 2004 | 1064      |
| 2005 | 1049      |
| 2006 | 1066      |
| 2014 | 1026      |
| 2018 | 1084      |

## Wappen

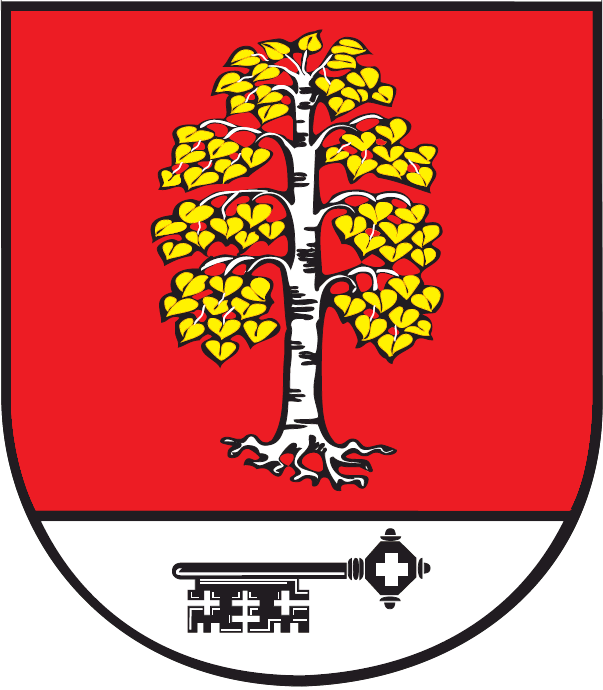

Blasonierung: In Rot über silbernem Schildfuß, darin ein liegender schwarzer Schlüssel mit Bart nach unten, eine entwurzelte golden-beblätterte silberne Birke.
Das Wappen wurde am 8. April 2014 auf Antrag des Ortsvorstehers von Holtum, Klaus Nordmann, unter der Nr. 30/2014/DE-NW in die Deutsche Ortswappenrolle (DOWR), geführt beim HEROLD, eingetragen.
Zur Führung des Wappens sind alle Personen der Ortschaft, insbesondere Vereine und Organisationen, deren Aktivitäten gemeinnützig bzw. mit der Pflege und Bewahrung der örtlichen Tradition verbunden sind, berechtigt, sofern sie damit nicht gewerblich, religiös oder politisch tätig sind.
Das Wappen wurde von Klaus Nordmann (Holtum) und Michael Jolk (Werl) entworfen und gestaltet.
Der Birkenbaum im Wappen erinnert an die in dieser Gegend beheimatete Sage von der Völkerschlacht der Zukunft am Birkenbaum bei Holtum. Der Schlüssel und die Farben Schwarz-Silber weisen auf die ehemalige Landesherrschaft der Kölner Erzbischöfe hin. Beide Symbole waren bereits im Wappen des ehemaligen Amtes Werl enthalten. Das am 15. Dezember 1955 genehmigte, aber bereits seit dem 13. März 1953 geführte Amtswappen zeigte im gespaltenen Schild, rechts in Rot einen silbernen entwurzelten Birkenbaum mit goldenen Blättern, links in Silber einen schwarzen, linksgewendeten Schlüssel. Das Amt Werl wurde 1969 durch das „Gesetz zur Neugliederung des Landkreises Soest und von Teilen des Landkreises Beckum“ aufgelöst.

## Persönlichkeiten
- Wilhelm Diek (1846–1926), katholischer Geistlicher, geboren in Holtum
- Georg Danzer (1946–2007), österreichischer Liedermacher, lebte von 1989 bis 1994 in Holtum